# BAP Islay (SS-35)
Pour les articles homonymes, voir BAP Islay.
Le BAP Islay (SS-35) est le premier des deux sous-marins de classe Type 209/1100 de la marine de guerre du Pérou mis en service en 1974.
Il a été baptisé Islay en l'honneur du combat d'Islay, bataille navale livrée au large de l'île d'Islay, au Pérou, pendant les guerres de la Confédération péruvio-bolivienne entre 1836 et 1839.

## Histoire
Cette série de deux sous-marins a été construite au chantier naval Howaldtswerke-Deutsche Werft de Kiel en Allemagne. Après avoir subi ses essais en mer du Nord, le BAP Islay a rejoint le port péruvien de Callao en 1974. En 1983, il a subi une refonte au chantier naval de Kiel.
Le deuxième de cette série (ou classe Islay) est le BAP Arica (SS-36) (1975).

### Note et référence
- (es) Cet article est partiellement ou en totalité issu de l’article de Wikipédia en espagnol intitulé « BAP Islay (SS-35) » (voir la liste des auteurs).

### Lien connexe
- Marine péruvienne